# Јужноафричка Република на Зимским олимпијским играма 2010.
Јужноафричкој Републици је ово било шесто учешће на Зимским олимпијским играма. Делегацију Јужноафричке Републике, на Зимским олимпијским играма 2010. у Ванкуверу представљала су 2 такмичара који су се такмичили у два спорта скијашком трчању и алпском скијњу.
Јужноафрички олимпијски тим је остао у групи екипа које нису освојиле ниједну медаљу на Зимским олимпијским играма.
Заставу Јужноафричке Републике на свечаном отварању Олимпијских игара 2010. носио је скијашки тркач Оливер Крас.

## Алпско скијање

### Мушкарци
| Такмичар   | Дисциплина | Резултати    | Резултати    | Резултати    | Резултати    | Резултати    |
| Такмичар   | Дисциплина | 1. трка      | 2. трка      | Укупно       | Заостатак    | Пласман/учес |
| ---------- | ---------- | ------------ | ------------ | ------------ | ------------ | ------------ |
| Питер Скот | Велеслалом | Није завршио | Није завршио | Није завршио | Није завршио | Није завршио |

## Скијашко трчање
Мушкарци
| Такмичар    | Дисциплина      | Финале  | Финале    | Финале          |
| Такмичар    | Дисциплина      | Време   | Заостатак | Место/уч. (ук.) |
| ----------- | --------------- | ------- | --------- | --------------- |
| Оливер Крас | спринт класично | 4:04,19 | 29,62     | 61 / 62 (62)    |